# Dolichotarsus griseus
Dolichotarsus griseus là một loài ruồi trong họ Tachinidae.